# Capacidad de canal
En Teoría de la Información, la capacidad de un canal de comunicación es la cantidad máxima de información que puede transportar dicho canal de forma fiable, es decir, con una probabilidad de error tan pequeña como se quiera. Normalmente se expresa en bits/s (bps).

## Definición matemática
Existen dos definiciones equivalentes entre sí del concepto de capacidad de un canal, una es para canales de tiempo continuo y la otra es para canales de tiempo discreto.

### Definición para canales discretos
Un canal discreto (sin memoria) está definido por:
- el alfabeto de entrada, {\displaystyle X\,}, que es el conjunto de símbolos {\displaystyle X=\{x_{1},x_{2}\ldots x_{n}\}\,} que pueden ser transmitidos por el canal
- el alfabeto de salida, {\displaystyle Y\,}, que es el conjunto de símbolos {\displaystyle Y=\{y_{1},y_{2}\ldots y_{m}\}\,} que pueden ser recibidos a la salida del canal
- las relaciones estadísticas entre los símbolos de entrada {\displaystyle x_{i}\,} y los de salida {\displaystyle y_{i}\,}, esta información viene definida por la matriz de probabilidades condicionadas del canal {\displaystyle (p_{ij})\,} donde {\displaystyle p_{ij}=p(y_{j}|x_{i})\,}

Se define la entropía de entrada, entropía de salida y entropía de entrada condicionada por la salida como
{\displaystyle H(X)=\sum _{i=1}^{n}p(x_{i})\log {\frac {1}{p(x_{i})}}\,}
{\displaystyle H(Y)=\sum _{j=1}^{m}p(y_{j})\log {\frac {1}{p(y_{j})}}\,}
{\displaystyle H(X|Y)=\sum _{j=1}^{m}p(y_{j})\sum _{i=1}^{m}p(x_{i},y_{j})\log {\frac {1}{p(x_{i}|y_{j})}}\,}
La información mutua entre la entrada y la salida del canal la denotamos por {\displaystyle I(X,Y)\,} y es una medida de lo que el conocimiento de la entrada reduce la incertidumbre sobre la salida y viceversa
{\displaystyle I(X,Y)=H(Y)-H(Y|X)=H(X)-H(X|Y)\,}

Esta información mutua {\displaystyle I(X,Y)\,} depende de la distribución de probabilidad de la entrada {\displaystyle p(x_{i})\,}. Para una determinada distribución de entrada, {\displaystyle I(X,Y)\,} alcanza un máximo, este máximo es precisamente lo que se conoce como la capacidad del canal
{\displaystyle C=\max _{p(x_{i})}I(X,Y)}

### Definición para canales continuos
La definición de capacidad para canales continuos es un poco diferente y exige utilizar el Teorema del muestreo y algunos otros conceptos de teoría de la señal, además de los conceptos puramente estadísticos vistos en el apartado anterior.

Ampliando los estudios del físico Harry Nyquist, compañero en los Laboratorios Bell, Claude Shannon demostró en 1949 que la capacidad teórica máxima de un canal de comunicaciones limitado en banda con ruido AWGN (ruido blanco aditivo gausiano) responde a la ecuación:
{\displaystyle C=B\log _{2}\left(1+{\mbox{SNR}}\right)\,} bits/s (bps)
La ecuación anterior muestra que la capacidad de un canal está limitada por su ancho de banda ({\displaystyle B}) y por su relación señal/ruido ({\displaystyle {\mbox{SNR}}}). En términos de eficiencia espectral resulta:
{\displaystyle E_{max}={\frac {C}{B}}=\log _{2}\left(1+{\mbox{SNR}}\right)\,} bps/Hz
es decir, la eficiencia espectral máxima depende de la calidad del canal (de su nivel de ruido).

## Bit físico vs bit de información
En la ecuación de capacidad, el término "bit" no se refieren a un bit "físico" (por ejemplo un "0" lógico o un "1" lógico almacenado en una memoria digital) sino a un bit de información (entropía). 
La diferencia entre ambos tipos de bit es que el primer tipo es un dígito binario mientras que el segundo es una unidad de información. La entropía {\displaystyle H} se mide en diferentes tipos de unidades dependiendo de la base que elijamos para el logaritmo:
- bits si elegimos base 2
- nats si elegimos base e
- hartleys si elegimos base 10

Los bits físicos solo se pueden identificar con bits de información cuando han sido comprimidos con un codificador de fuente óptimo (el que utiliza un código cuya longitud media es igual a la entropía de la fuente, {\displaystyle L=H(X)}) para eliminar todos los bits físicos redundantes. 
Por ejemplo: el canal telefónico tradicional (el de voz) tiene una capacidad de unos 30kbps (bits de información), sin embargo, usando técnicas de compresión, los módems telefónicos V.90 consiguen enviar unos 56kbps (bits físicos, con redundancia)

## Ejemplos de canales discretos

### Canal binario simétrico no apicable

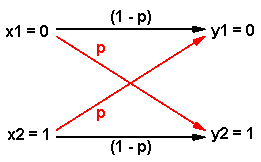
Canal binario simétrico, la probabilidad de error de bit es p.

Para el caso del canal binario simétrico con probabilidad de error de bit {\displaystyle p}, su capacidad viene dada por

{\displaystyle C=1-H(p)\,}
La funcn {\displaystyle H(p)=-p\cdot \log _{2}p-(1-p)\cdot \log _{2}(1-p)}  esto tiene sentido ya que en este caso el canal confunde los ceros y los unos con igual probabilidad lo que significa que es un canal inservible para enviar información, su capacidad es nula. Es una función que aparece mucho en teoría de la información. Se trata de una función cóncava (y por tanto cumple la desigualdad de Jensen) y alcanza su máximo, igual a {\displaystyle 1}, cuando {\displaystyle p=0.5}, por otro lado, cuando {\displaystyle p=0} o {\displaystyle p=1} vale 0.
La capacidad {\displaystyle C\,} de este canal es cero cuando {\displaystyle p=0.5},
Note que si un canal tuviese probabilidad de error de bit {\displaystyle p=1} eso no significa que sea un canal malo, todo lo contrario. Bastaría con invertir los bits antes de enviarlos para tener un canal ideal (con probabilidad {\displaystyle p=0}).

### Canal binario con símbolo borrado
En inglés Canal binario con símbolo borrado.